# Rivière Foucault
Pour les articles homonymes, voir Foucault.
La rivière Foucault est un affluent du fjord de Salluit, dans le détroit d'Hudson. Cette rivière coule dans le territoire non organisé de la baie-d'Hudson, dans la région du Nunavik, dans la région administrative du Nord-du-Québec, au Québec, au Canada.

## Géographie
Les bassins versants voisins de la rivière Foucault sont :
- côté nord : fjord de Salluit, détroit d'Hudson
- côté est : rivière Gatin, lac Qikirtaliapik
- côté sud : lac Spartan, lac Ujarasutjualuttalik
- côté ouest : rivière Kovik, rivière Narsarusiq, rivière Guichaud, lac Vanasse

La rivière Foucault tire sa source du lac Spartan (longueur : 4,0 km dans le sens nord-sud), situé dans le territoire non organisé de la baie-d'Hudson. Ce lac reçoit les eaux de quatre petites rivières. Un petit aéroport a été aménagé à l'est du lac Spartan. Les eaux du lac Spartan s'écoulent vers le nord-ouest.
La rivière Gatin constitue le principal affluent de rivière Foucault et se déverse à 26,3 km en amont de l'embouchure de la rivière Foucault. À partir de l'embouchure de la rivière Gatin, le cours de la rivière Foucault traverse une zone montagneuse. Dans ce segment, la rivière Foucault traverse successivement : chute Qurlutukallak, chute Qurlutuq, hauts-fonds Qullipaaq, hauts-fonds Aattamialuk, hauts-fonds Innaarulik, coude Allipaaq, le mouillage Kisarvik et la grève Qairtuinaq.
La rivière Foucault coule vers le nord-ouest sur 106 km. Elle se déverse près du hameau Ikualajuuq, sur la rive sud au fond du fjord de Salluit, à 9 km au sud-ouest du village de Salluit. L'embouchure est situé entre la "plaine Igajialuk" (à l'est) et la "butte Qarqaluarjutuaq) (à l'ouest). Ce fjord est localisé à l'est d'Ivujivik et du cap Wolstenholme. Profonde de 24 km (orientée vers le sud-ouest), ce fjord constitue un appendice du détroit d'Hudson. Salluit est situé sur le littoral sud-est de ce fjord qui est entouré de montagnes dont les sommets varient entre 200 et 480 m d'altitude.
La surface de la rivière Foucault est généralement gelée dix mois par an; les eaux s'écoulent librement habituellement de la mi-juin à la mi-août. Le pergélisol affecte le territoire tout autour.

## Toponymie
Le toponyme "rivière Foucault" évoque l'œuvre de vie de Simon Foucault (Québec, 1699 - Montréal, 1744) qui a été baptisé "Pierre". Après ses études en sciences religieuses, il devient un Père récollet (religion catholique). Il exerça son ministère notamment à paroisse catholique de Cap-Saint-Ignace entre 1723 et 1741. Le toponyme de la "rivière Foucault" a été adopté le 6 décembre 1963 par la "Commission de géographie du Québec" qui est devenu en 1968 la Commission de toponymie du Québec. Ce toponyme a été officialisé le 5 décembre 1968 par la Commission de toponymie du Québec.